# Tulum Naval Air Station
Tulum Naval Air Station är en flygplats i Mexiko.   Den ligger i kommunen Tulum och delstaten Quintana Roo, i den östra delen av landet, 1 200 km öster om huvudstaden Mexico City. Tulum Naval Air Station ligger 6 meter över havet.
Terrängen runt Tulum Naval Air Station är mycket platt. Havet är nära Tulum Naval Air Station åt sydost.  Närmaste större samhälle är Tulum, 3,1 km sydväst om Tulum Naval Air Station. 